# إدجاردو دياز
إدجاردو دياز (مواليد 18 أبريل 1961) هو مبارز بالسيف من بورتوريكو، مثّل بلاده في الألعاب الأولمبية الصيفية 1984.

## روابط خارجية
إدجاردو دياز على موقع أوليمبيديا (الإنجليزية)